# Didelphidae
I Didelfidi (Didelphidae) sono una famiglia di mammiferi marsupiali americani; unici rappresentanti dell'ordine dei Didelfimorfi. Si considerano parte del gruppo parafiletico Ameridelphia. Le specie, arboricole e con coda prensile, sono chiamate comunemente opossum (opossum o opossi al plurale), o anche sarìga.

## Specie
Ne esistono 125 specie, distribuite in 18 generi. Le più comuni sono l'opossum comune e l'opossum della Virginia.
Se tenuti in cattività, sono molto esigenti in quanto soffrono in piccoli spazi ma soprattutto patiscono la luce.
Possiamo trovarli nella zona compresa tra il sud degli Stati Uniti ed il nord dell'Argentina.
La maggior parte degli opossum è arboricola. Possiedono piedi prensili provvisti di robuste unghie. Sono predatori di rettili, uccelli e piccoli mammiferi. Si cibano tuttavia anche di foglie e frutti.
La gestazione dura da 8 a 14 giorni. Successivamente i cuccioli, del tutto immaturi, vivono per più di 100 giorni nel marsupio della madre.

## Tassonomia
La seguente classificazione elenca le 125 specie viventi di opossum, suddivisi in 18 generi e 4 sottofamiglie.
- Sottofamiglia Caluromyinae
  - Genere Caluromys
    - Caluromys derbianus (Waterhouse, 1841)
    - Caluromys lanatus (Olfers, 1818)
    - Caluromys philander (Linnaeus, 1758)

  - Genere Caluromysiops
    - Caluromysiops irrupta Sanborn, 1951
- Sottofamiglia Glironiinae
  - Genere Glironia
    - Glironia venusta Thomas, 1912
- Sottofamiglia Hyladelphinae
  - Genere Hyladelphys
    - Hyladelphys kalinowskii (Hershkovitz, 1992)
- Sottofamiglia Didelphinae
  - Genere Marmosa
    - Marmosa adleri Voss, 2021
    - Marmosa alstoni (Allen, 1900)
    - Marmosa andersoni Pine, 1972
    - Marmosa constantiae Thomas, 1904
    - Marmosa demerarae Thomas, 1905
    - Marmosa germana Thomas, 1904
    - Marmosa isthmica Goldman, 1912
    - Marmosa jansae Voss, 2021
    - Marmosa lepida (Thomas, 1888)
    - Marmosa macrotarsus (Wagner, 1842)
    - Marmosa mexicana Merriam, 1897
    - Marmosa murina (Linnaeus, 1758)
    - Marmosa nicaraguae Thomas, 1905
    - Marmosa paraguayana Tate, 1931
    - Marmosa parda Tate, 1931
    - Marmosa perplexa Anthony, 1922
    - Marmosa phaea Thomas, 1899
    - Marmosa rapposa Thomas, 1899
    - Marmosa robinsoni Bangs, 1898
    - Marmosa rubra Tate, 1931
    - Marmosa rutteri Thomas, 1924
    - Marmosa simonsi Thomas, 1899
    - Marmosa tyleriana Tate, 1931
    - Marmosa waterhousei (Tomes, 1860)
    - Marmosa xerophila Gordon, 1979
    - Marmosa zeledoni Goldman, 1911

  - Genere Monodelphis
    - Monodelphis adusta (Thomas, 1897)
    - Monodelphis americana (Müller, 1776)
    - Monodelphis arlindoi Pavan, 2012
    - Monodelphis brevicaudata (Erxleben, 1777)
    - Monodelphis dimidiata (Wagner, 1847)
    - Monodelphis emiliae (Thomas, 1912)
    - Monodelphis gardneri Solari, 2012
    - Monodelphis glirina (Wagner, 1842)
    - Monodelphis handleyi Solari, 2007
    - Monodelphis iheringi (Thomas, 1888)
    - Monodelphis kunsi Pine, 1975
    - Monodelphis osgoodi Doutt, 1938
    - Monodelphis palliolata (Osgood, 1914)
    - Monodelphis peruviana (Osgood, 1913)
    - Monodelphis pinocchio Pavan, 2015
    - Monodelphis reigi Lew, 2004
    - Monodelphis ronaldi Solari, 2004
    - Monodelphis saci Pavan, 2017
    - Monodelphis sanctaerosae Voss, 2012
    - Monodelphis scalops (Thomas, 1888)
    - Monodelphis touan (Shaw, 1800)
    - Monodelphis unistriata (Wagner, 1842)
    - Monodelphis vossi Pavan, 2019

  - Genere Tlacuatzin
    - Tlacuatzin balsasensis Arcangeli, 2018
    - Tlacuatzin canescens (Allen, 1893)
    - Tlacuatzin gaumeri (Osgood, 1913)
    - Tlacuatzin insularis (Merriam, 1898)
    - Tlacuatzin sinaloae (Allen, 1898)

  - Genere Metachirus
    - Metachirus myosuros (Temminck, 1824)
    - Metachirus nudicaudatus (Saint-Hilaire, 1803)

  - Genere Chironectes
    - Chironectes minimus (Zimmermann, 1780)

  - Genere Didelphis
    - Didelphis albiventris Lund, 1840
    - Didelphis aurita Wied-Neuwied, 1826
    - Didelphis imperfecta Mondolfi, 1984
    - Didelphis marsupialis Linnaeus, 1758
    - Didelphis pernigra J.A. Allen, 1900
    - Didelphis virginiana Kerr, 1792

  - Genere Lutreolina
    - Lutreolina crassicaudata (Desmarest, 1804)
    - Lutreolina massoia Martínez-Lanfranco, 2014

  - Genere Philander
    - Philander andersoni (Osgood, 1913)
    - Philander canus (Osgood, 1913)
    - Philander deltae Lew, 2006
    - Philander mcilhennyi Gardner, 1972
    - Philander melanurus (Thomas, 1899)
    - Philander nigratus (Thomas, 1923)
    - Philander opossum (Linnaeus, 1758)
    - Philander pebas Voss, 2018
    - Philander quica (Temminck, 1824)
    - Philander vossi Gardner, 2020

  - Genere Chacodelphys
    - Chacodelphys formosa (Shamel, 1930)

  - Genere Cryptonanus
    - Cryptonanus agricolai (Moojen, 1943)
    - Cryptonanus chacoensis (Tate, 1931)
    - Cryptonanus guahybae (Tate, 1931)
    - Cryptonanus unduaviensis (Tate, 1931)

  - Genere Gracilinanus
    - Gracilinanus aceramarcae (Tate, 1931)
    - Gracilinanus agilis (Burmeister, 1854)
    - Gracilinanus dryas (Thomas, 1898)
    - Gracilinanus emilae (Thomas, 1909)
    - Gracilinanus marica (Thomas, 1898)
    - Gracilinanus microtarsus (Wagner, 1842)
    - Gracilinanus peruanus (Tate, 1931)

  - Genere Lestodelphys
    - Lestodelphys halli (Thomas, 1921)

  - Genere Marmosops
    - Marmosops bishopi (Pine, 1981)
    - Marmosops carri (Allen and Chapman, 1897)
    - Marmosops caucae (Thomas, 1900)
    - Marmosops chucha Díaz-Nieto and Voss, 2016
    - Marmosops creightoni Voss, 2004
    - Marmosops fuscatus (Thomas, 1896)
    - Marmosops handleyi (Pine, 1981)
    - Marmosops incanus (Lund, 1840)
    - Marmosops invictus (Goldman, 1912)
    - Marmosops juninensis (Tate, 1931)
    - Marmosops magdalenae Díaz-Nieto and Voss, 2016
    - Marmosops marina Ferreira et al., 2020
    - Marmosops noctivagus (Tschudi, 1845)
    - Marmosops ocellatus (Tate, 1931)
    - Marmosops ojastii García et al., 2014
    - Marmosops pakaraimae Voss et al., 2013
    - Marmosops parvidens (Tate, 1931)
    - Marmosops paulensis (Tate, 1931)
    - Marmosops pinheiroi (Pine, 1981)
    - Marmosops soinii Voss, 2019
    - Marmosops woodalli (Pine, 1981)

  - Genere Thylamys
    - Thylamys elegans (Waterhouse, 1839)
    - Thylamys karimii (Petter, 1968)
    - Thylamys macrurus (Olfers, 1818)
    - Thylamys pallidior (Thomas, 1902)
    - Thylamys pusillus (Desmarest, 1804)
    - Thylamys sponsorius (Thomas, 1921)
    - Thylamys tatei (Handley, 1957)
    - Thylamys velutinus (Wagner, 1842)
    - Thylamys venustus (Thomas, 1902)

## Nei media
Nella saga cinematografica d'animazione L'era glaciale ci sono due opossum, Crash e Eddie. Anche nel film di animazione La gang del bosco (Over the edge) del 2006 compaiono due opossum: Ozzy e sua figlia Heather, doppiati rispettivamente, nella versione originale, da William Shatner e da Avril Lavigne. Un opossum compare anche nel lungometraggio in stop motion Fantastic Mr. Fox di Wes Anderson. La Echo Creek Academy, l'immaginaria scuola frequentata dai protagonisti della serie animata Marco e Star contro le forze del male, ha come mascotte un opossum chiamato Otis.
Un opossum di Nome Sledgehammer è il protagonista di due cortometraggi "Out And About" e "What's Goin' On Back There?" della serie di cortometraggi What A Cartoon di Hanna-Barbera.
L'opossum Pogo è il protagonista dell'omonima striscia di Walt Kelly (1913-1973), ambientato in una palude della Georgia. Uscì negli Stati Uniti fra il 1948 e il 1973 e in Italia apparve anche sulla rivista a fumetti "Linus".